# تانيا ليون
تانيا ليون هي عازفة بيانو وملحنة كوبية، ولدت في 14 مايو 1943 في هافانا في كوبا.

## وصلات خارجية
- الموقع الرسمي
- تانيا ليون على موقع ميوزك برينز (الإنجليزية)
- تانيا ليون على موقع أول ميوزيك (الإنجليزية)
- تانيا ليون على موقع ديسكوغز (الإنجليزية)